# 朝鮮民主主義人民共和國外務省
朝鮮民主主義人民共和國外務省（朝鲜语：／）是朝鮮民主主義人民共和國政府主管外交事务的组成部门。負責外交政策樹立及施行、条約国際協定相關事務的管轄、在外国民保護與支援、文化協力及對外公報事務、国際事情調查及移民事務司。外務省成立于1948年9月并還負責樹立施行對外經濟相關的外交政策及綜合調定對外經濟委員長、貿易及外国通商通商交涉業務貿易。
外務省設置相（相当于外交部长）一名、副相三名，此外還設置貿易相關業務長官級對外經濟委員長和貿易相的職務。

## 沿革
- 1948年9月设立朝鮮民主主義人民共和國外務省。

## 机构设置

### 内设机构
- 亚洲一局：主管中国、蒙古、日本
- 亚洲二局：主管东亚、阿拉伯地区及前苏联地区以外的亚洲国家、大洋洲国家、东南亚国家联盟、南亚区域合作联盟
- 欧洲一局：主管前苏联地区国家
- 欧洲二局：主管其余欧洲国家，负责同欧洲理事会、欧盟委员会、欧盟对外行动署等欧盟总部的工作
- 北美洲局：主管美国、加拿大
- 非洲、阿拉伯、拉丁美洲局：主管非洲国家、阿拉伯地区国家和拉丁美洲国家
- 新闻局
- 领事条约法规局
- 礼宾局
- 国际组织局
- 经济合作局

### 外务省下属研究所
- 外务省裁军与和平研究所
- 外务省美国研究所
- 外务省日本研究所

### 外务省资助的民间团体
- 朝中民间交流促进协会
- 朝鲜—加拿大合作社
- 朝日交流协会
- 国际经济与技术交流促进协会
- 朝鲜—欧洲协会
- 朝鲜—亚洲协会
- 朝俄交流合作促进协会
- 朝鲜—非洲协会
- 朝鲜—阿拉伯协会
- 朝鲜—拉美协会

## 歴代外務相
| 姓名          | 在任时间                    | 最高职务 | 总理                                                |
| ------------- | --------------------------- | -------- | --------------------------------------------------- |
| 朴憲永        | 1948年9月至1953年8月        |          | 金日成                                              |
| 南日          | 1953年8月至1962年10月23日   |          | 金日成                                              |
| 朴成哲        | 1962年10月23日至1970年7月   |          | 金日成                                              |
| 許錟          | 1970年7月至1983年12月       |          | 金日成 → 金一 → 朴成哲 → 李钟玉                     |
| 金永南        | 1983年12月至1998年9月       |          | 李钟玉 → 姜成山 → 李根模 → 延亨默 → 姜成山 → 洪成南 |
| 白南淳        | 1998年9月至2007年1月3日     |          | 洪成南 → 朴奉珠                                     |
| 姜錫柱 (代理) | 2007年1月3日至2007年5月18日 |          | 朴奉珠 → 金英日                                     |
| 朴義春        | 2007年5月18日至2014年4月    |          | 金英日 → 崔永林 → 朴奉珠                            |
| 李洙墉        | 2014年4月至2016年5月        |          | 朴奉珠                                              |
| 李勇浩        | 2016年5月至2020年1月        |          | 朴奉珠 → 金才龙                                     |
| 李善權        | 2020年1月至2022年6月        |          | 金才龙 → 金德训                                     |
| 崔善姬        | 2022年6月至今               |          | 金德训                                              |